# Rytigynia ferruginea
Rytigynia ferruginea är en måreväxtart som beskrevs av Robyns. Rytigynia ferruginea ingår i släktet Rytigynia och familjen måreväxter.
Artens utbredningsområde är Kamerun. Inga underarter finns listade i Catalogue of Life.